# زراب (دشتاب)
زراب (بالفارسية: زراب) هي قرية تقع في إيران في قسم دشتاب الريفي.